# Fasslia
Fasslia es un género monotípico de polillas de la familia Erebidae. Su especie única, Fasslia hampsoni, se encuentra en Colombia. Ambos, el género y la especie fueron descritos por Paul Dognin en 1911.